# جوزری
جوزری (به لاتین: Jowzari) یک منطقهٔ مسکونی در افغانستان است که در ولایت بامیان واقع شده‌است.